# Max Abraham
Max Abraham, född den 26 mars 1875 i Danzig, död den 16 november 1922 i München, var en tysk fysiker. 
Abraham var professor vid Stuttgarts tekniska högskola och Göttingens universitet.